# Ère Kennin
L'ère Kennin (建仁) est une des ères du Japon (年号, nengō, lit. « nom de l'année ») après l'ère Shōji et avant l'ère Genkyū. Cette ère couvre la période allant du mois de février 1201 au mois de février 1204. L'empereur régnant est Tsuchimikado-tennō (土御門天皇).

## Changement d'ère
- 1201 Kennin gannen (建仁元年?); 1201 : Le nom de la nouvelle ère est créé pour marquer un événement de shin'yū (辛酉), qui est considéré comme l'année de la révolution dans le cycle sexagésimal chinois. La précédente ère se termine quand commence la nouvelle, en Shōji 3, le 13e jour du 2e mois de 1201[3].

## Événements de l'ère Kennin
- 1202 (Kennin 2,1re mois) : Minamoto no Yoshishige, le responsable Dairi (大炊助) du Daijō-kan, meurt. Son rang de cour était de deuxième rang de cinquième classe (従五位下)[4].
- 1202 (Kennin 2, 7e mois) : Minamoto no Yoriie est élevé dans la hiérarchie de la cour au deuxième rang de deuxième classe et il est fait deuxième shogun du shogunat Kamakura[4].
- 1202 (Kennin 2, 10e mois) : Le naidaijin Minamoto no Michichika meurt à l'âge de 54 ans et sa position à la cour est assurée par le dainagon Fujiwara no Takatada[4].
- 1202 (Kennin 2) : Sur l'ordre du shogun Minamoto no Yoriie, le moine Eisai fonde Kennin-ji, un temple et monastère Zen de la secte Rinzai[5].
- 1203 (Kennin 3, 8e mois) : Le shogun Yoriie tombe gravement malade[4].
- 1203 (Kennin 3, 9e mois) : Yoriie prend la tonsure et devient prêtre bouddhiste. L'empereur nomme Minamoto no Sanetomo troisième shogun et Hōjō Tokimasa devient le shikken (régent) de Sanetomo[6].